# Хуан Аткинс
Хуан Аткинс (енгл. Juan Atkins; рођен 12. септембар 1962) је амерички музичар. Сматра се оснивачем техно музике. Заједно са Дериком Мејом и Кевином Сондерсоном био је родоначелник детроитског техноа. Њих тројица, названи Белвилска тројка (енгл. Belleville Three), похађали су заједно средњу школу у Белвилу, Мичиген, у близини Детроита.
Познат је и као Сајботрон (енгл. Cybotron) (заједно са Риком Дејвисом (енгл. Rick Davis), Модел 500 (енгл. Model 500), Инфинити (енгл. Infiniti) и Модел 600 (енгл. Model 600).

## Дискографија
- као Cybotron, са Риком Дејвисом (1981–1983)
  - "Alleys of Your Mind" (1981), сингл
  - "Cosmic Cars" (1982), сингл
  - "Clear" (1982), сингл
  - Enter (1983)
  - "Techno City" (1984), сингл
  - Clear (1990), дигитално ремастеровано издање

- као Model 500 (1985–до данас)
  - "No UFO's" (1985), сингл
  - "Night Drive"" (1985), сингл (укључујући "Time Space Transmat")
  - Sonic Sunset (1994)
  - Deep Space (1995)
  - Body and Soul (1999)

- као Infiniti (1991–1995)
  - Skynet 1998
  - "The Infinit Collection" 1996

- као Model 600 (2002)
  - Update 2002, сингл

- као Juan Atkins
  - The Berlin Sessions 2005